# Alda Ferrándis Aba-Omahet
Alda Ferrándis Aba-Omahet (1238-1299/1300) va ser una senyora del llinatge valencià dels Arenós. Era filla del Saiyid Abú Zayd i Maria Ferrandis. Alda era germana de Sancho Ferrandis i de Fernando Pérez (1237-1262).

## Matrimonis i descendents
Es casà el 1242 amb Blasco Eximénis d'Arenós dit "el Major" (?-1273/1274), fill d'Eximén Pérez d'Arenós, amb qui tingué:
- Gonçalbo Eximénez d'Arenós.
- Teresa Eximénez d'Arenós i Ferrándis, promesa amb Blasco d'Alagón, fill de Blasco II d'Alagón.
- Blasco Eximénez d'Arenós i Ferrándis.
- Sança Eximénez d'Arenós i Ferrándis.
- Ferrando Eximénez d'Arenós, el 1301 vengué Villamalur, Ayódar i Torralba del Pinar i el 1303 s'uní a la Companyia Catalana d'Orient de Roger de Flor.
- Arbre genealógic d´Alda FerrandisEstefania Eximénez d'Arenós i Ferrándis.

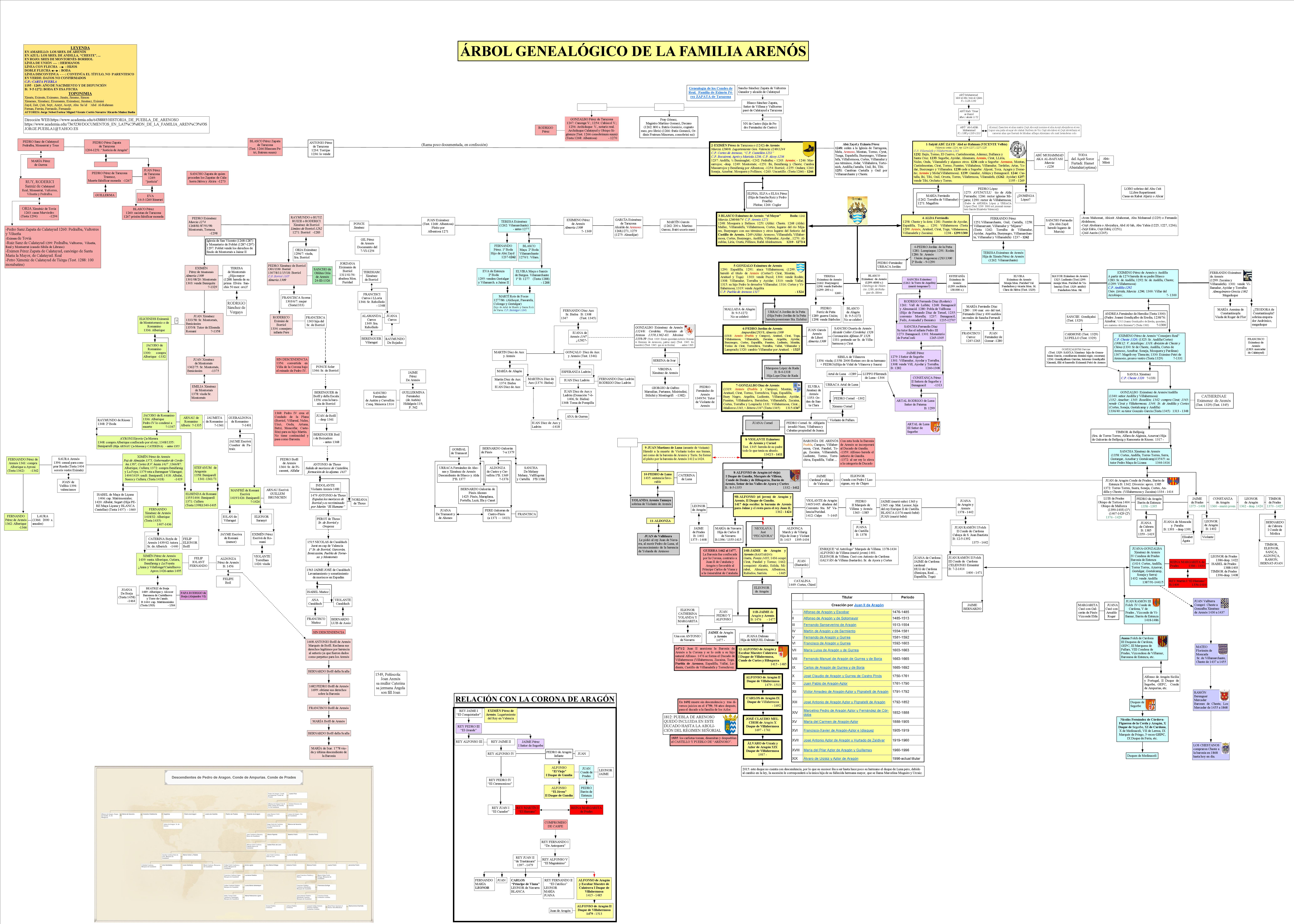
Arbre genealógic d´Alda Ferrandis

- Elvira Eximénez d'Arenós i Ferrándis, monja.
- Mayor Eximénez d'Arenós i Ferrándis, monja.
- Eximén Pérez d'Arenós i Ferrándis.

Es casà en segones núpcies abans del 3 de juny de 1286 amb Pere Jordán de la Peña, Sr. de Rodén i Lumpiach que va participar en les guerres de la Unió Aragonesa entre el 1283 i 1300.

## Possessions
El 1258 posseïa Xest i el dot.
El 6 novembre del 1267 el concejo de Terol autoritza un nou poblament en Albentosa; perden aquesta propietat que posseïa amb Blasco.
El 12 de març del 1268 (amb Blasco): Mallec, Villamalefa, Villahermosa, Cortes, llocs del riu Millars, Bueynegro amb els seus termes i altres llocs del senyoriu del Castell d'Arenós.
Penja d'un pergamí en què A. (Arnau de Peralta) bisbe de Saragoça y lo Capitol de la església de Sant Salvador, per consideració a la devoció de don Blasch Exemen, senyor de Arenos, y de sa muller dona Alda, los hi concedexen la mitat dels delmes de les esglesies y viles de Arenoso, Villamalea, Villafermosa, Cortes, bove nigro, Andilla, Villamalur, Ayodar... datat a Saragoca a 6 de desembre de 1269.
En el testament del 1299 reparteix les seues possessions d'Arenós, Arañuel, Cirat, Toga, Villahermosa, Villamalefa i Sucaina.